# Slobodan Simović
Slobodan Simović (in serbo Слободан Симовић?; Čačak, 22 maggio 1989) è un calciatore serbo, centrocampista del Radnički Kragujevac.